# Waste Management (musikalbum)
Waste Management är det sjätte studioalbumet av den ryska musikgruppen Tatu. Det gavs ut den 15 december 2009 och innehåller 14 låtar. Albumet är den engelska versionen av det ryska albumet Vesyolye Ulybki som släpptes året innan. Ett remixalbum med titeln Waste Management Remixes släpptes också 2011.

## Låtlista
| Nr  | Titel                             | Längd |
| --- | --------------------------------- | ----- |
| 1.  | White Robe                        | 3:10  |
| 2.  | You and I                         | 4:27  |
| 3.  | Sparks                            | 3:30  |
| 4.  | Snowfalls                         | 4:13  |
| 5.  | Marsianskie Glaza                 | 4:10  |
| 6.  | Little People                     | 4:19  |
| 7.  | Waste Management                  | 2:50  |
| 8.  | Running Blind                     | 4:41  |
| 9.  | Fly on the Wall                   | 5:10  |
| 10. | Time of the Moon                  | 4:36  |
| 11. | Don't Regret                      | 4:37  |
| 12. | Beliy Plaschik (Fly Dream Remix)  | 5:30  |
| 13. | Running Blind (Transformer Remix) | 3:52  |
| 14. | Don't Regret (Sniper Remix)       | 4:58  |